# Titularbistum Apollonia
Apollonia ist ein Titularbistum der römisch-katholischen Kirche.
Es geht zurück auf einen ehemaligen Bischofssitz in der antiken Stadt gleichen Namens in der römischen Provinz Macedonia bzw. Epirus nova im heutigen Albanien.
Das Bistum gehörte der Kirchenprovinz Durrës an.
| Titularbischöfe von Apollonia |                                                         |                                                                                            |                    |                    |
| Nr.                           | Name                                                    | Amt                                                                                        | von                | bis                |
| 1                             | Giulio Sabbatini SP                                     |                                                                                            | 20. März 1726      | 8. März 1745       |
| 2                             | Bernardus Bonaventura Bokenhemer OFM                    |                                                                                            | 22. November 1745  |                    |
| 3                             | François de Pierre de Bernis                            | Weihbischof in Albi (Frankreich)                                                           | 10. Dezember 1781  | 20. September 1784 |
| 4                             | Sebastiano Alcaini CRS                                  |                                                                                            | 14. Februar 1785   | 25. September 1785 |
| 5                             | Fridericus Maria Molin                                  |                                                                                            | 26. September 1785 | 24. August 1807    |
| 6                             | James Whitfield Titularerzbischof pro hac vice          | Apostolischer Administrator von Richmond Koadjutorerzbischof von Baltimore (Maryland, USA) | 8. Januar 1828     | 29. Januar 1828    |
| 7                             | Thomas Joseph Braun OSB                                 | Apostolischer Vikar von Wales District (Großbritannien)                                    | 5. Juni 1840       | 29. September 1850 |
| 8                             | Louis-Simon Faurie MEP                                  | Apostolischer Vikar von Kuiceu (China)                                                     | 27. Mai 1854       | 21. Juni 1871      |
| 9                             | Joseph -Marie Laucaigne MEP                             | Weihbischof in Japan Weihbischof und Apostolischer Administrator von Südjapan              | 3. Oktober 1873    | 18. Januar 1885    |
| 10                            | Alphonse Joseph Glorieux                                | Apostolischer Vikar von Idaho (USA)                                                        | 7. Oktober 1884    | 25. August 1893    |
| 11                            | Francesco Cenci OFMCap                                  |                                                                                            | 17. September 1894 |                    |
| 12                            | Antonio Alvaro y Ballano                                | Weihbischof in Toledo (Spanien)                                                            | 18. Juli 1913      | 25. Mai 1914       |
| 13                            | Pedro Segura y Sáenz                                    | Weihbischof in Valladolid (Spanien)                                                        | 14. März 1916      | 10. Juli 1920      |
| 14                            | Johannes Arnoldus Hubertus Aerts MSC                    | Apostolischer Vikar von Neu Guinea Olandese (Indonesien)                                   | 20. Juli 1920      | 30. Juli 1942      |
| 15                            | Pierre-Louis Genoud CSSp                                | emeritierter Bischof von Guadeloupe et Basse-Terre (Guadeloupe, Antillen)                  | 17. Mai 1945       | 15. Oktober 1945   |
| 16                            | John Patrick Cody                                       | Weihbischof in Saint Louis (Missouri USA)                                                  | 10. Mai 1947       | 11. September 1956 |
| 17                            | Franz Žak                                               | Koadjutorbischof von St. Pölten (Österreich)                                               | 4. Dezember 1956   | 1. Oktober 1961    |
| 18                            | Giuseppe (Joseph) Caprio Titularerzbischof pro hac vice | Kurienerzbischof                                                                           | 14. Oktober 1961   | 30. Juni 1979      |
| 19                            | Vincenzo Cirrincione                                    | Weihbischof in Palermo (Italien)                                                           | 21. Februar 1980   | 8. Januar 1986     |
| 20                            | Jorge María Mejía Titularerzbischof pro hac vice        | Kurienerzbischof                                                                           | 20. März 1986      | 21. Februar 2001   |
| 21                            | Gilberto Jiménez Narváez                                | Weihbischof in Medellín (Kolumbien)                                                        | 20. März 2001      | 20. Oktober 2015   |
| 22                            | Claude Hamelin                                          | Weihbischof in Saint-Jean-Longueuil (Kanada)                                               | 22. Dezember 2015  | 5. November 2019   |
| 23                            | Antonio Crameri SSC                                     | Weihbischof in Guayaquil (Ecuador)                                                         | 20. Dezember 2019  | 5. Juli 2021       |
| 24                            | Arnaldo Catalan Titularerzbischof pro hac vice          | Apostolischer Nuntius                                                                      | 31. Januar 2022    |                    |